# عبد العزيز الحرقان
عبد العزيز يوسف الحرقان، لاعب كرة قدم قطري .

## مسيرة اللاعب
لعب سابقاً في نادي الريان ونادي معيذر والنادي الأهلي ونادي البدع.